# Biserica Mavrogheni
Biserica Mavrogheni este un monument istoric aflat în sectorul 1 al municipiului București.

## Istoric și trăsături
Lăcașul de cult a fost ctitorit în anul 1787 de domnitorul Nicolae Petru Mavrogheni și de soția lui Maria. Inițial a avut regim de mănăstire, devenind biserică de mir din a doua jumătate a secolului al XIX-lea.  A primit, încă de la întemeiere, hramul „Izvorul Tămădurii”, la fel ca și cișmeaua care fusese și ea pusă sub ocrotirea „Născătoarii de Dumnezeu și pururi Fecioarei Marii”.
Biserica era o construcție de zid, din cărămidă tencuită, de plan triconc, cu turle peste naos și pronaos. A suferit de-a lungul timpului numeroase stricăciuni cauzate de cutremure, incendii sau războaie, care au impus ample lucrări de refacere și consolidare, mergând până la modificarea arhitecturii inițiale. A avut mult de suferit în urma cutremurului din 1839, fiind reconstruită, pe aceleași temelii, în 1847, prilej cu care este înlăturată una dintre turle, cea de pe pronaos. În schimb, s-a adăugat un pridvor mare, înlocuit în 1947 de micul pridvor actual. În 1890 biserica a fost refăcută parțial. În 1902 a avut loc o reparație radicală a lăcașului de cult. Cutremurul din 1940 a avariat grav clopotnița construită în 1890, care a fost demolată. Bombardamentele din august 1944 au produs mari pagube, distrugând pridvorul și turla bisericii.
Astăzi, doar catapeteasma mai amintește de lăcașul de odinioară, construit în stil baroc. Icoanele sunt dispuse pe cinci registre: icoanele împărătești sunt ferecate în argint și montate pe zidul catapetesmei. Icoanele celorlalte registre sunt pictate direct pe zid, formând arcaturi semicirculare sau trilobate. Ele cuprind praznicele împărătești, figurile celor doisprezece apostoli, avându-l în centru pe Iisus Judecător, iar în partea superioară sunt imaginile profeților, reprezentați bust, în medalion, având-o în centru pe Fecioara Maria, orantă.
Iconostasul a fost restaurat în anul 1977 de către pictorul N. Sava.
În fața intrării în biserică se află mormântul lui Ion Heliade-Rădulescu, important reprezentant al culturii prepașoptiste și primul președinte al Academiei Române. Sculptorul Constantin Brâncuși a fost cântăreț al Bisericii Mavrogheni în perioada studiilor la Școala de Belle Arte. Horia Bernea, director al Muzeului Țăranului Român, a ales să-și doarmă somnul de veci în curtea bisericii, pentru a fi aproape de instituția căreia i s-a dedicat în ultimii ani ai vieții.

## Imagini din exterior

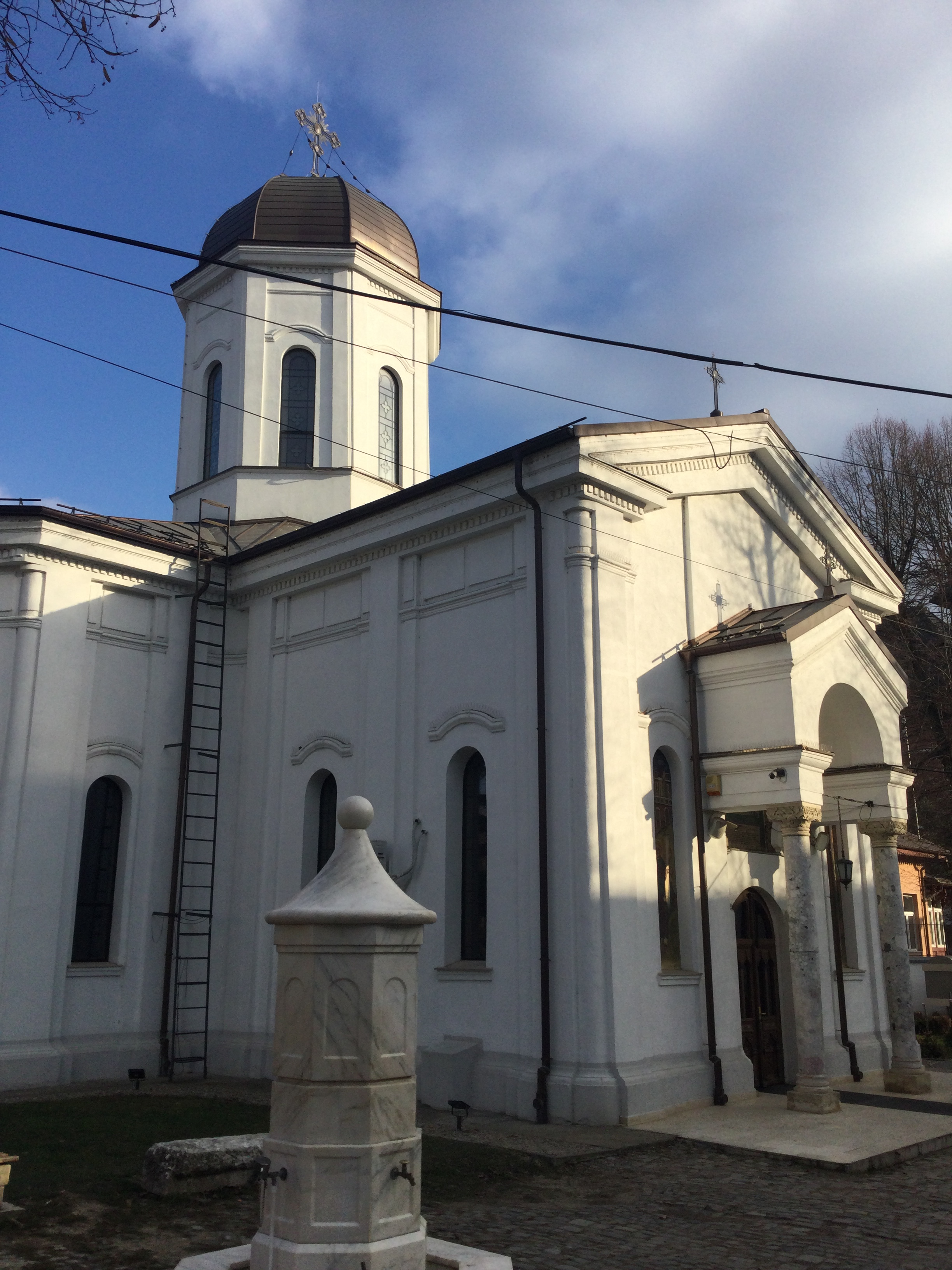
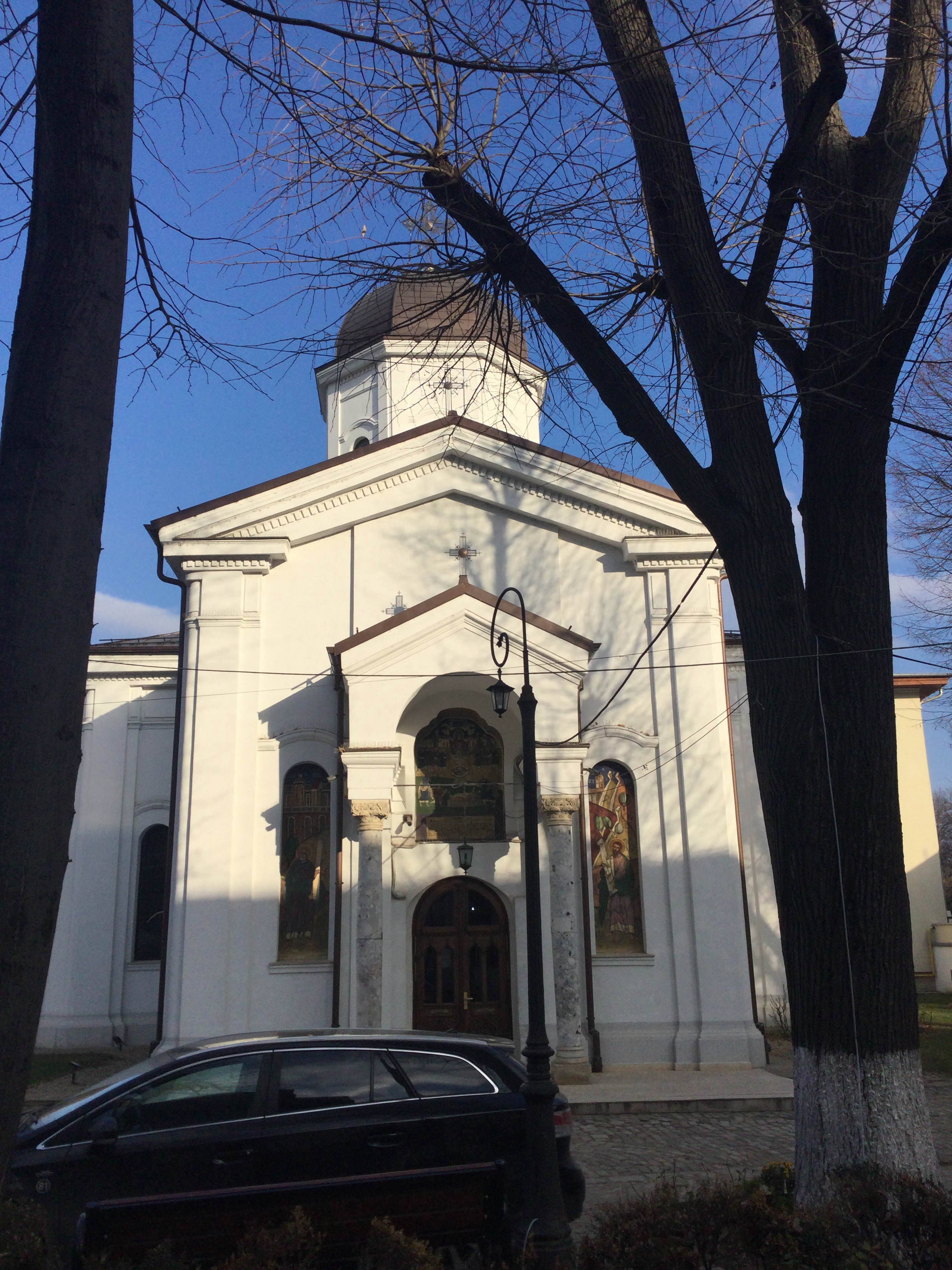
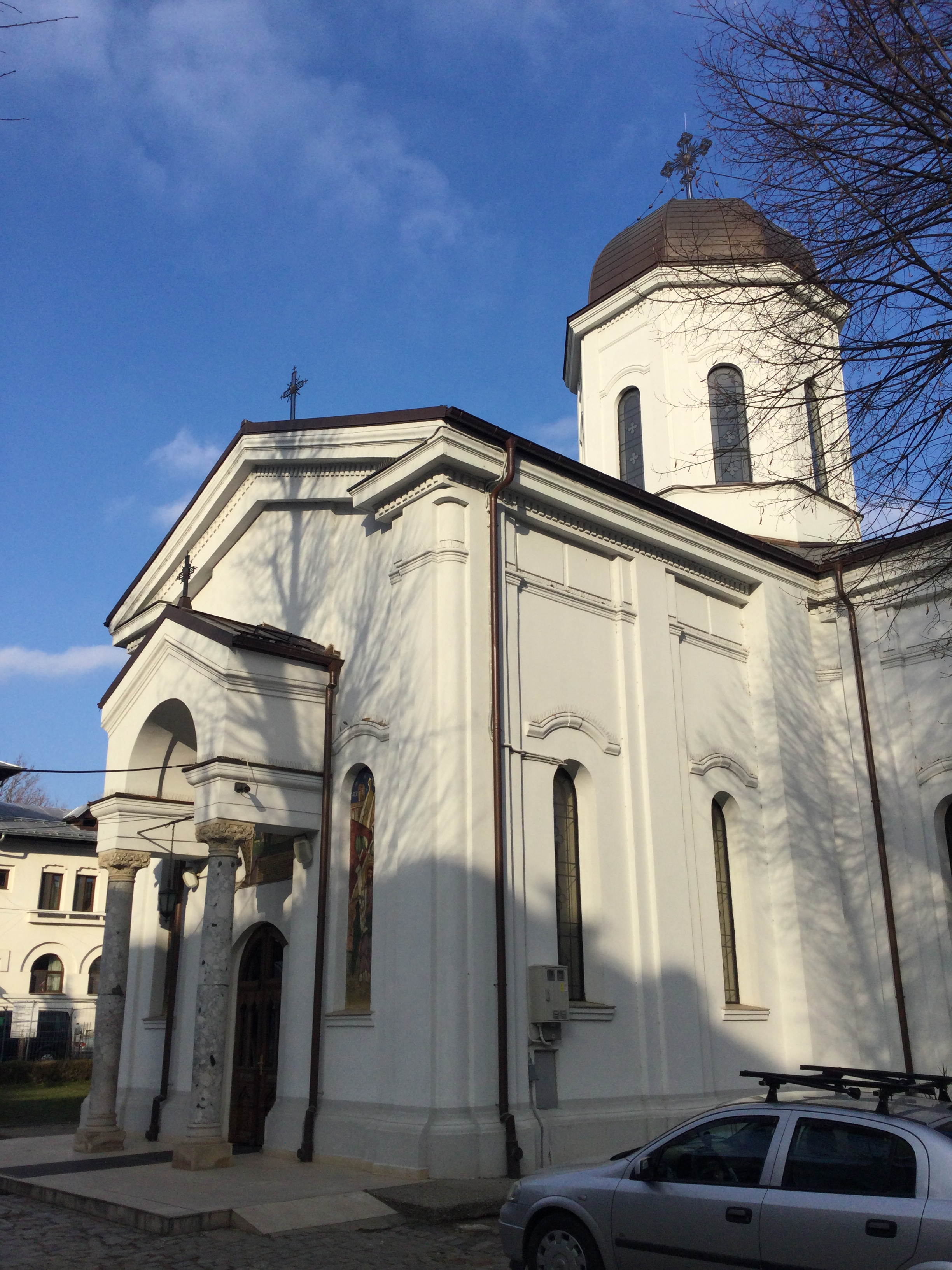
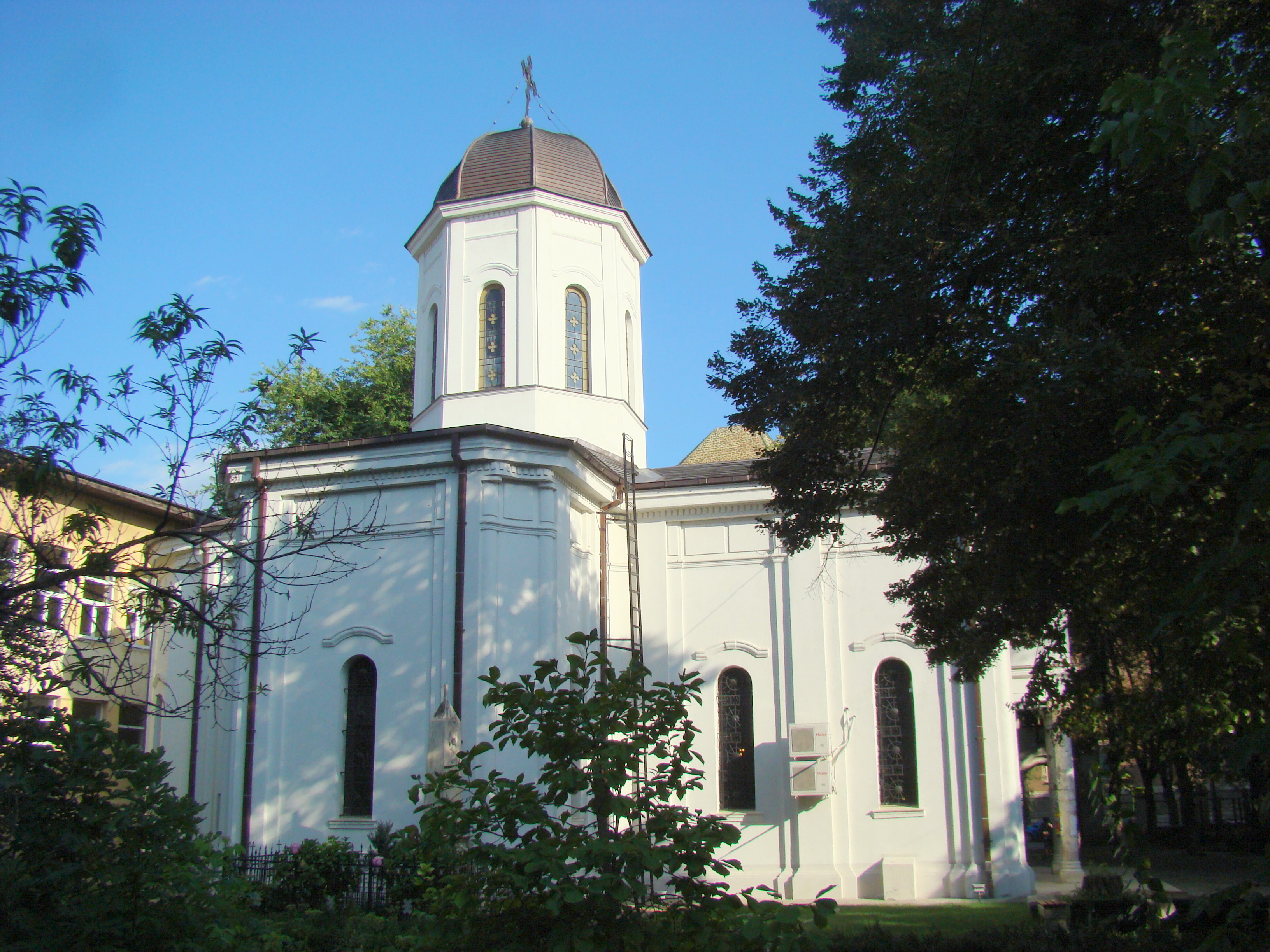
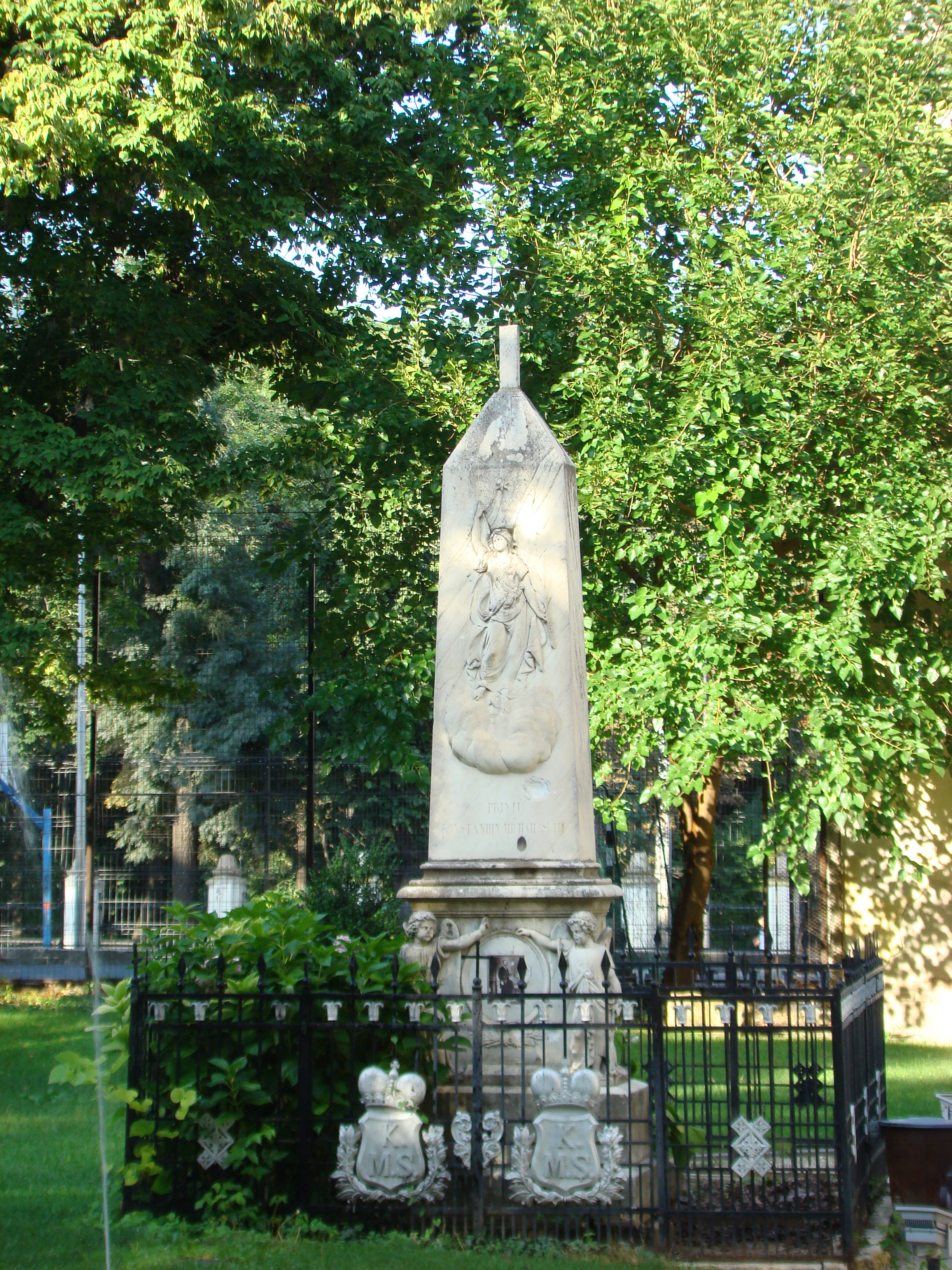
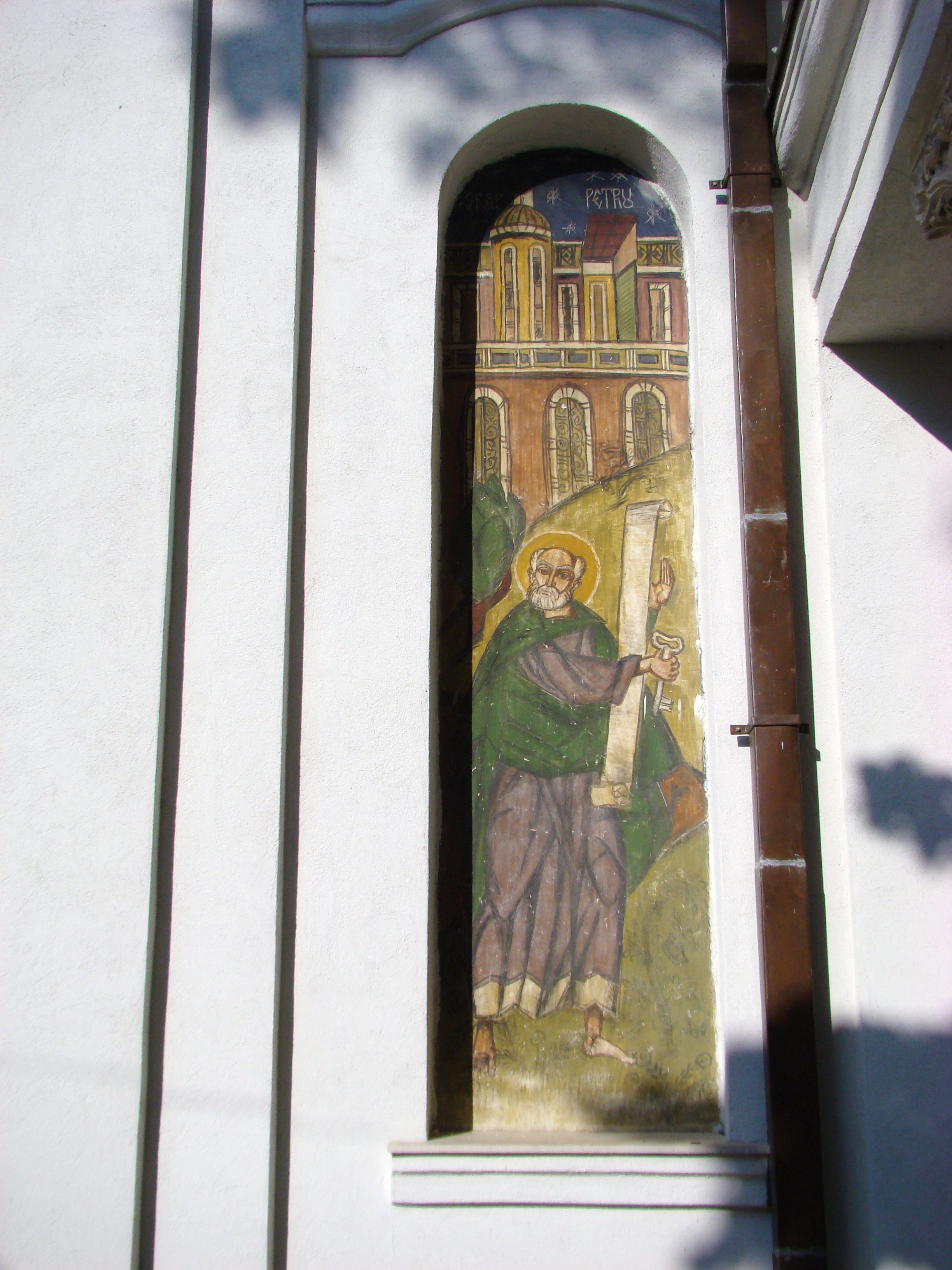
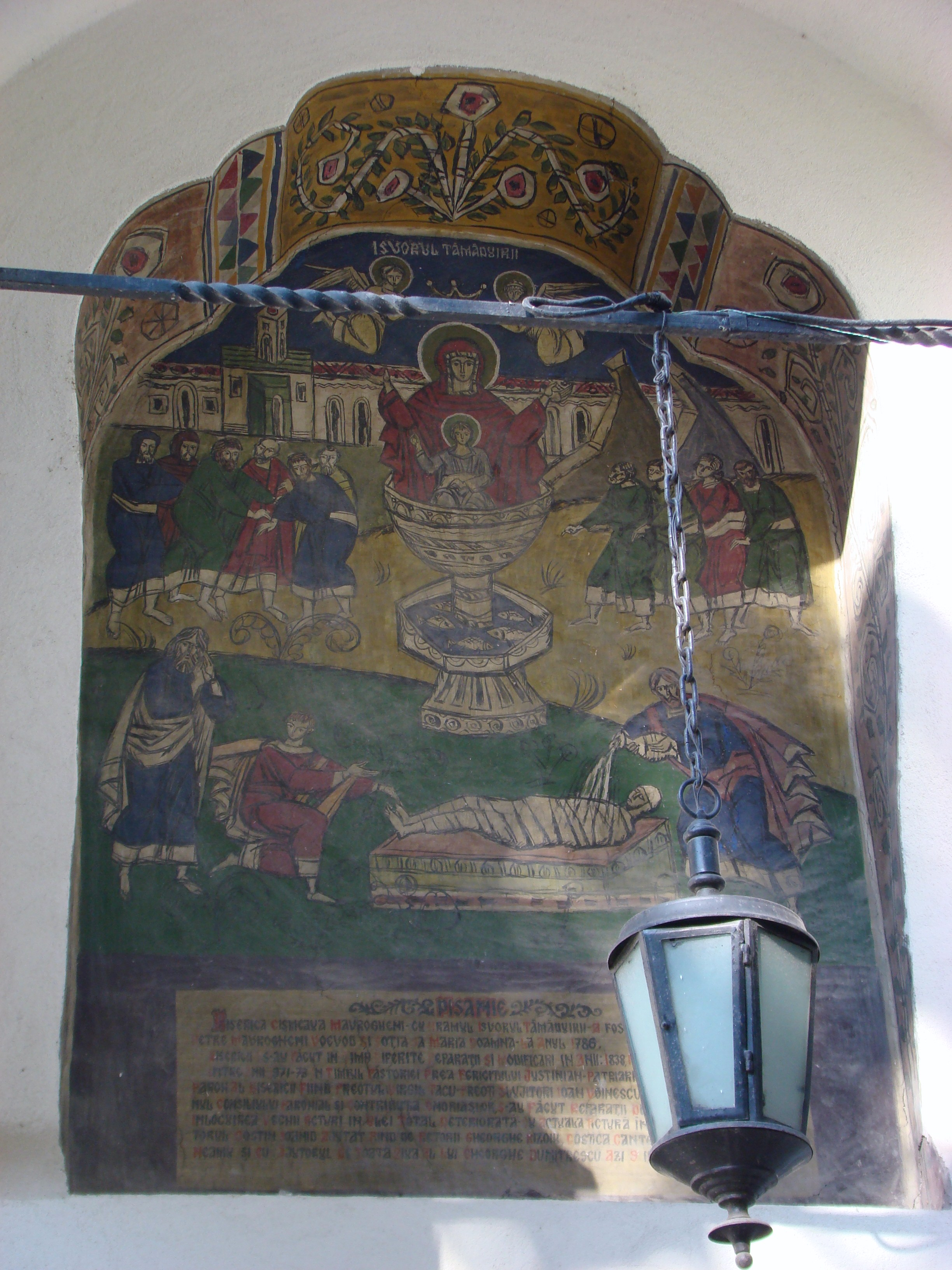
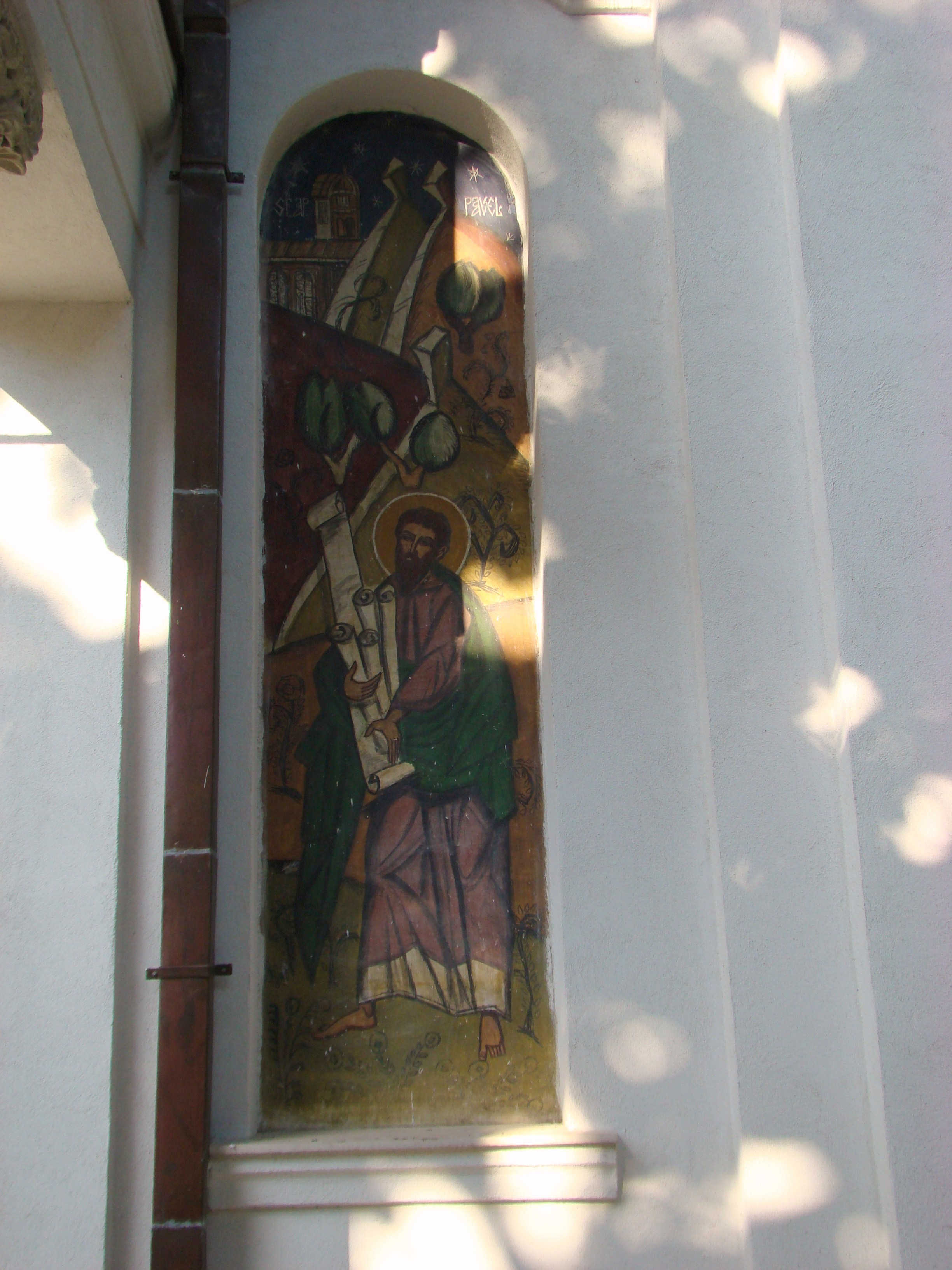
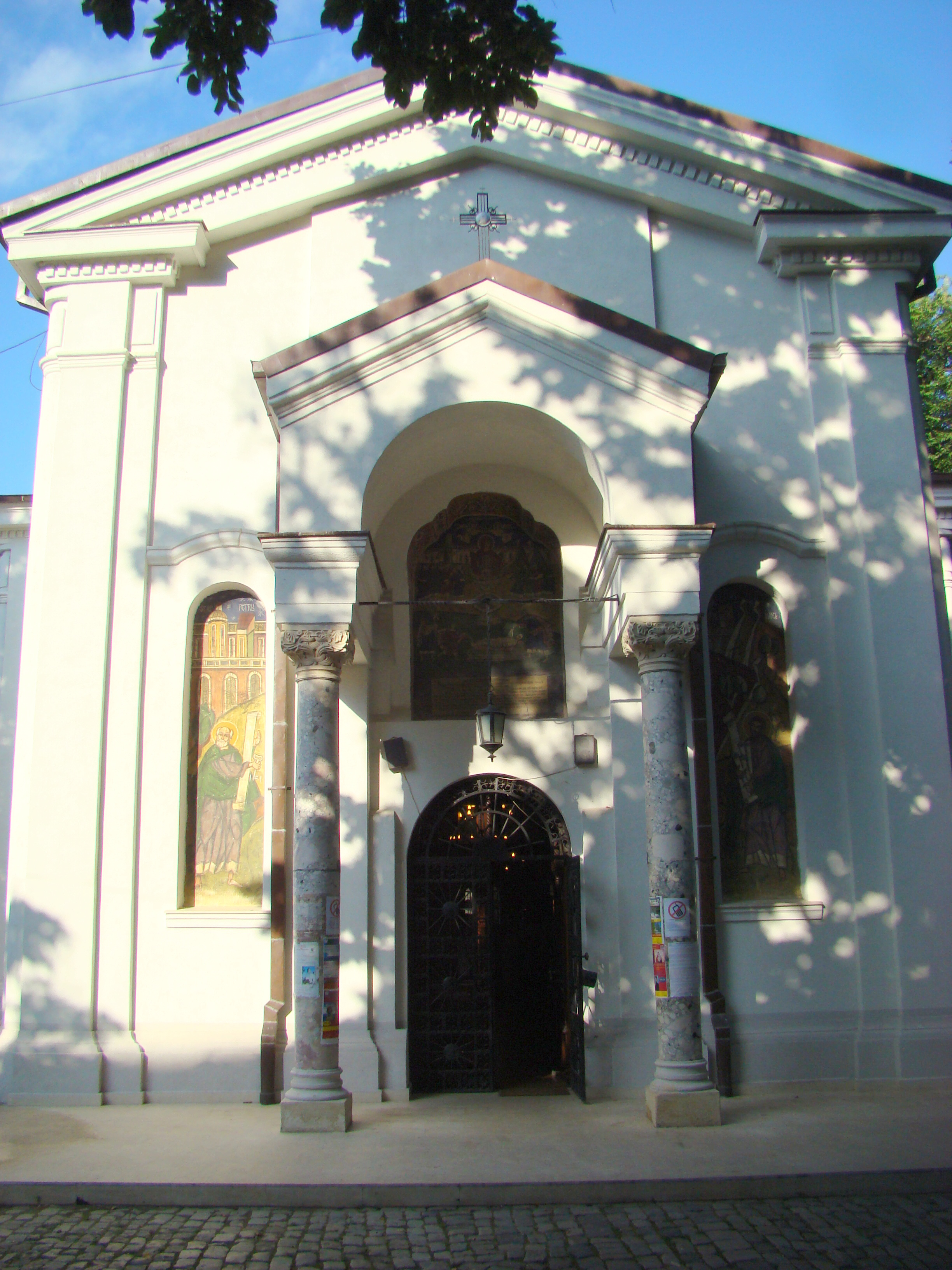
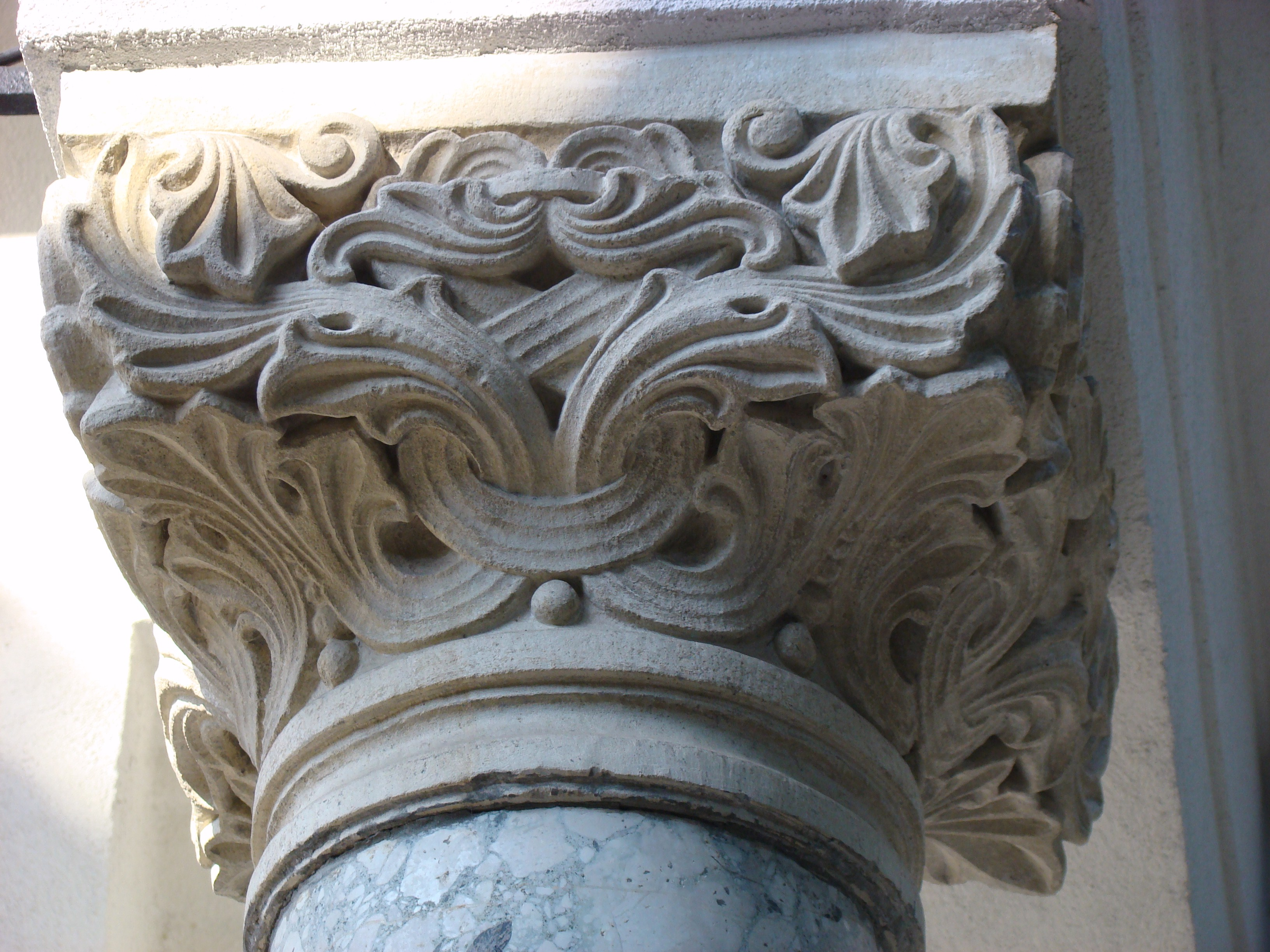
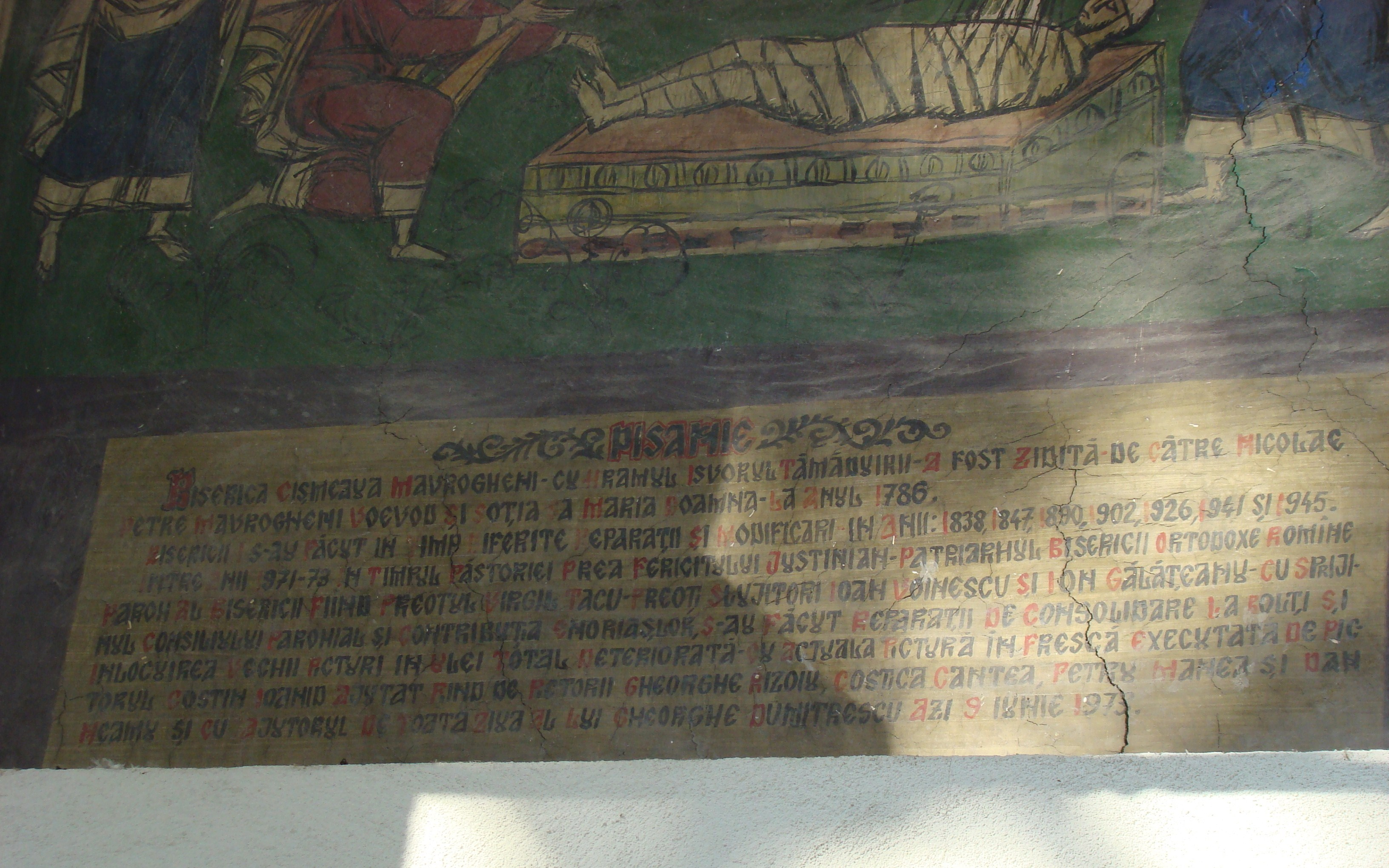
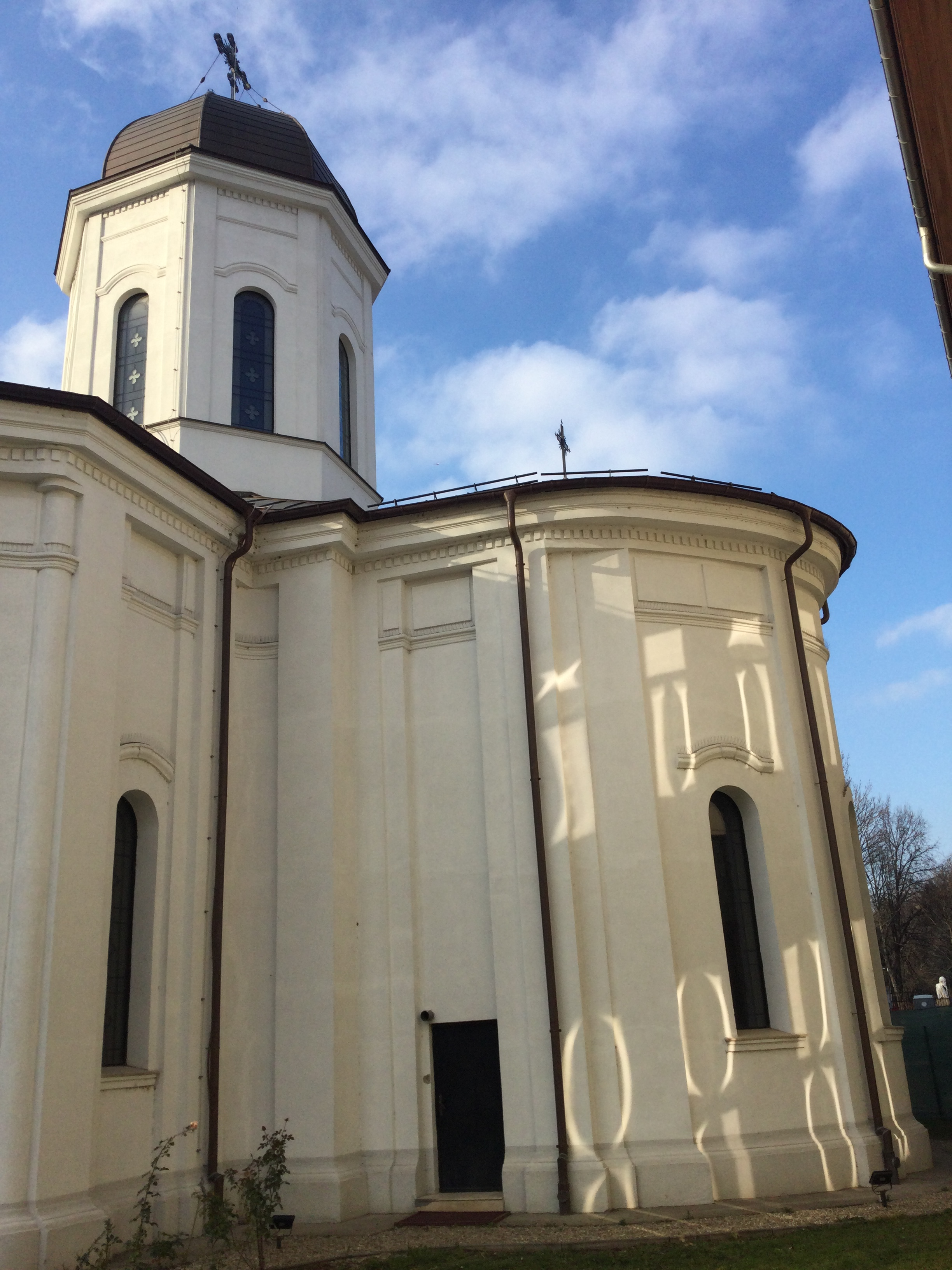
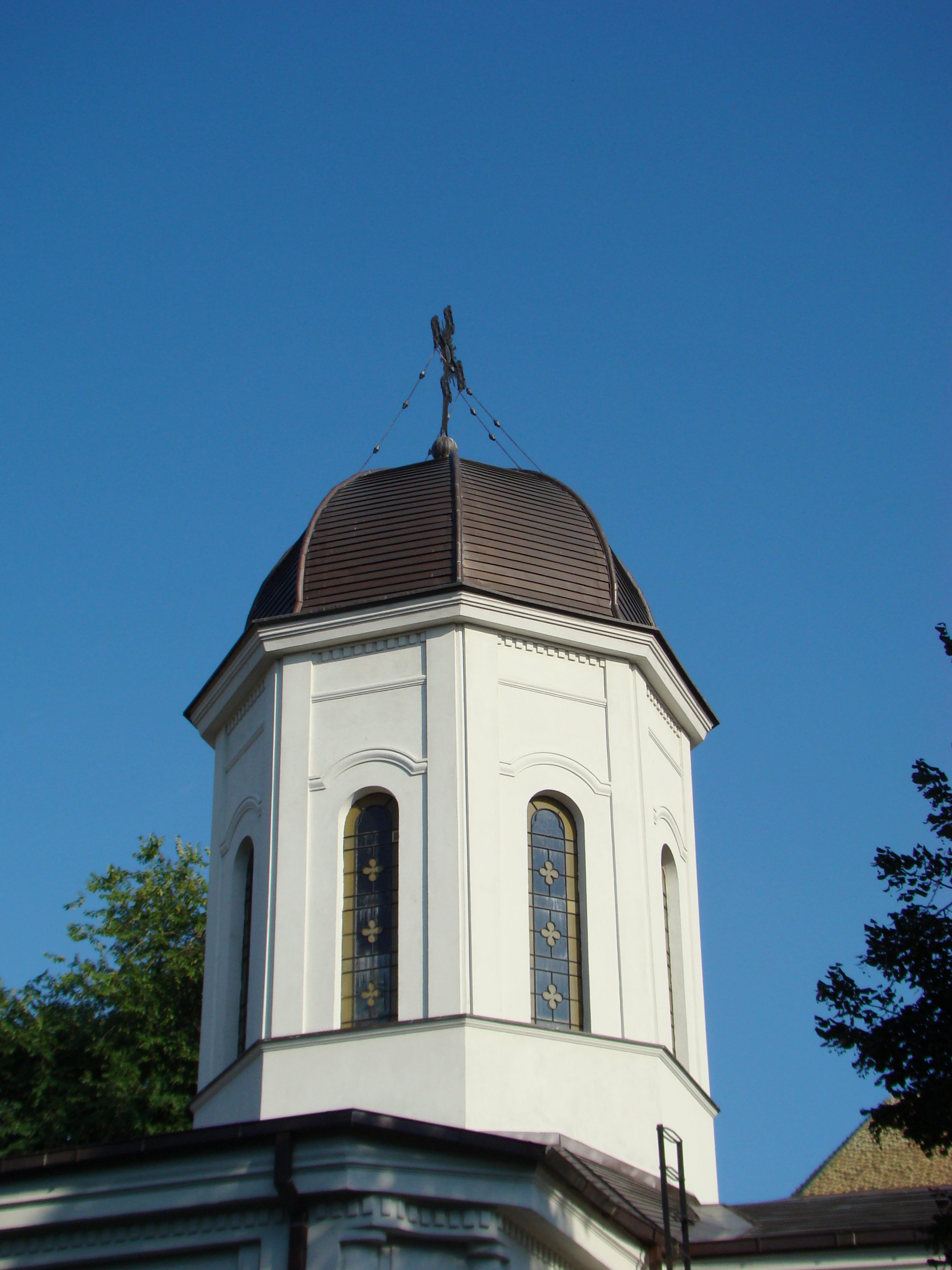
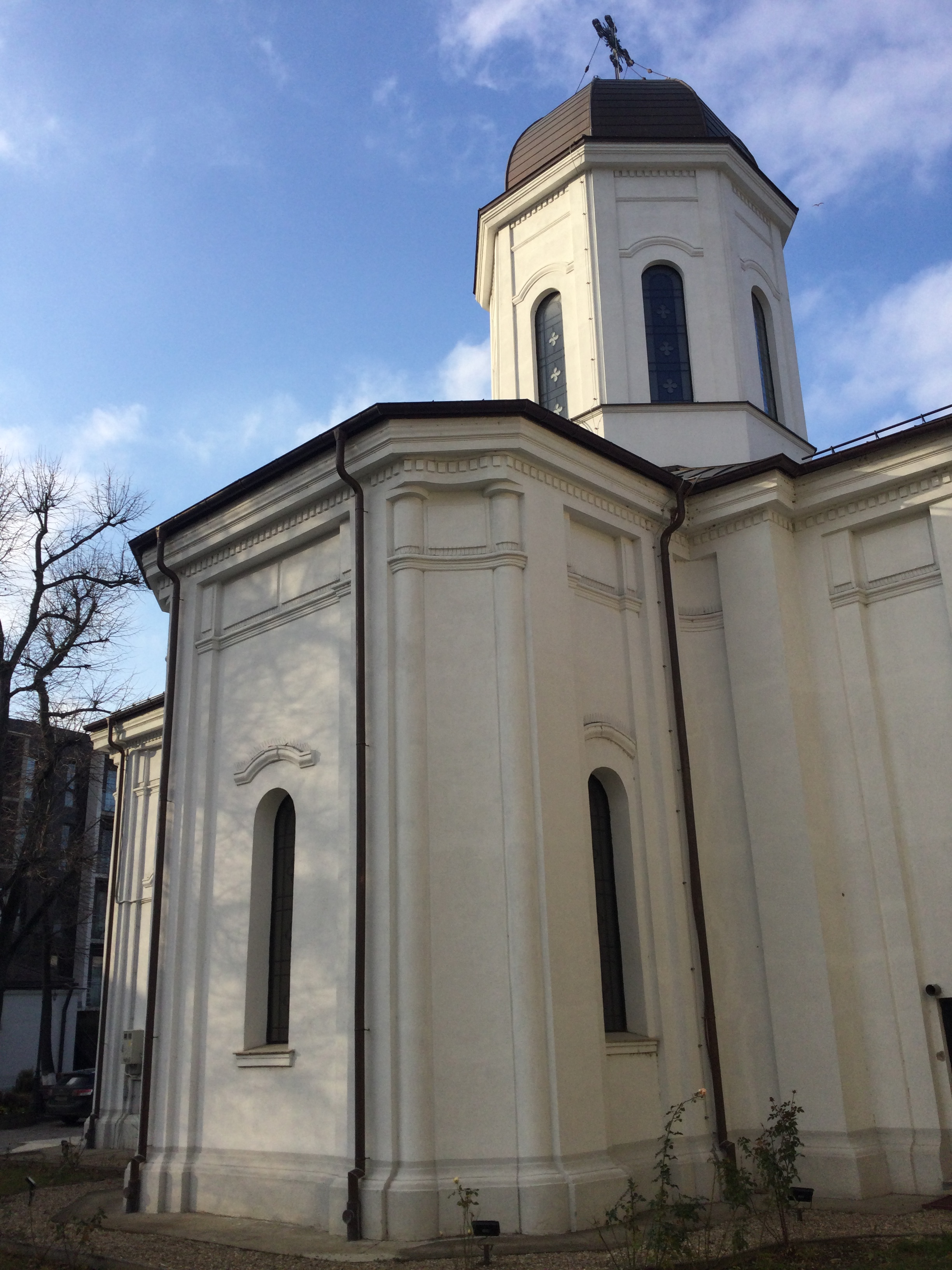
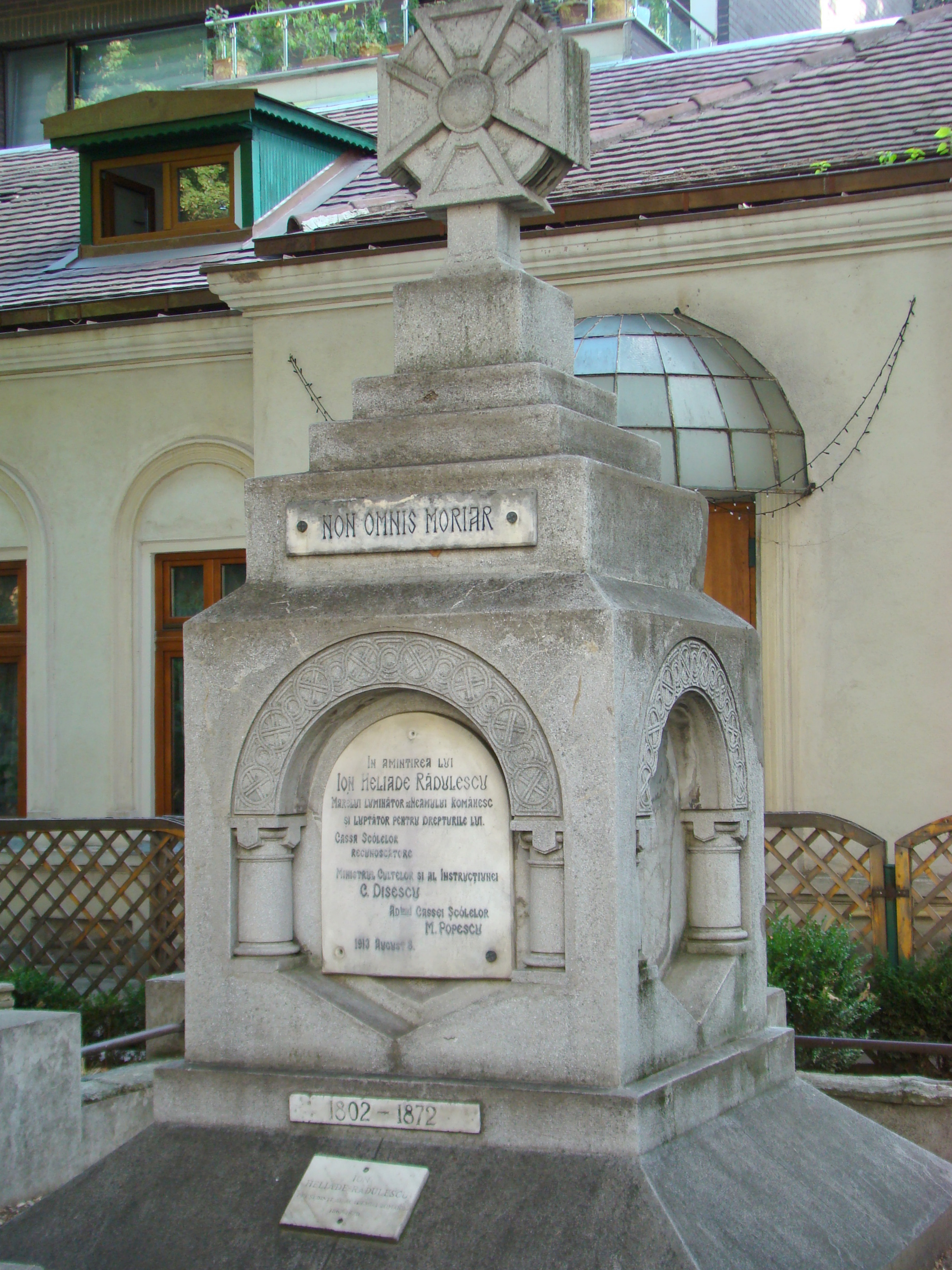
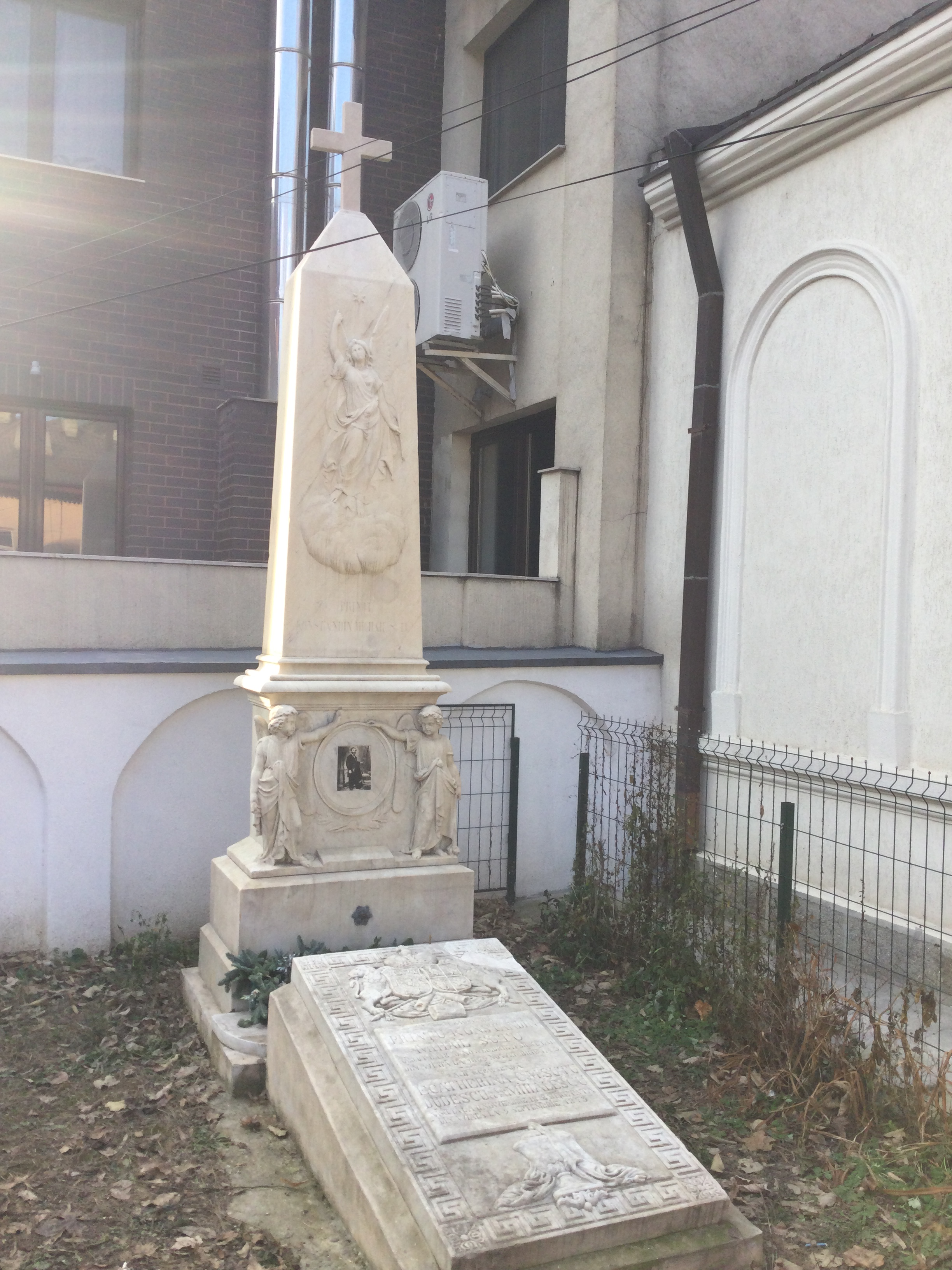
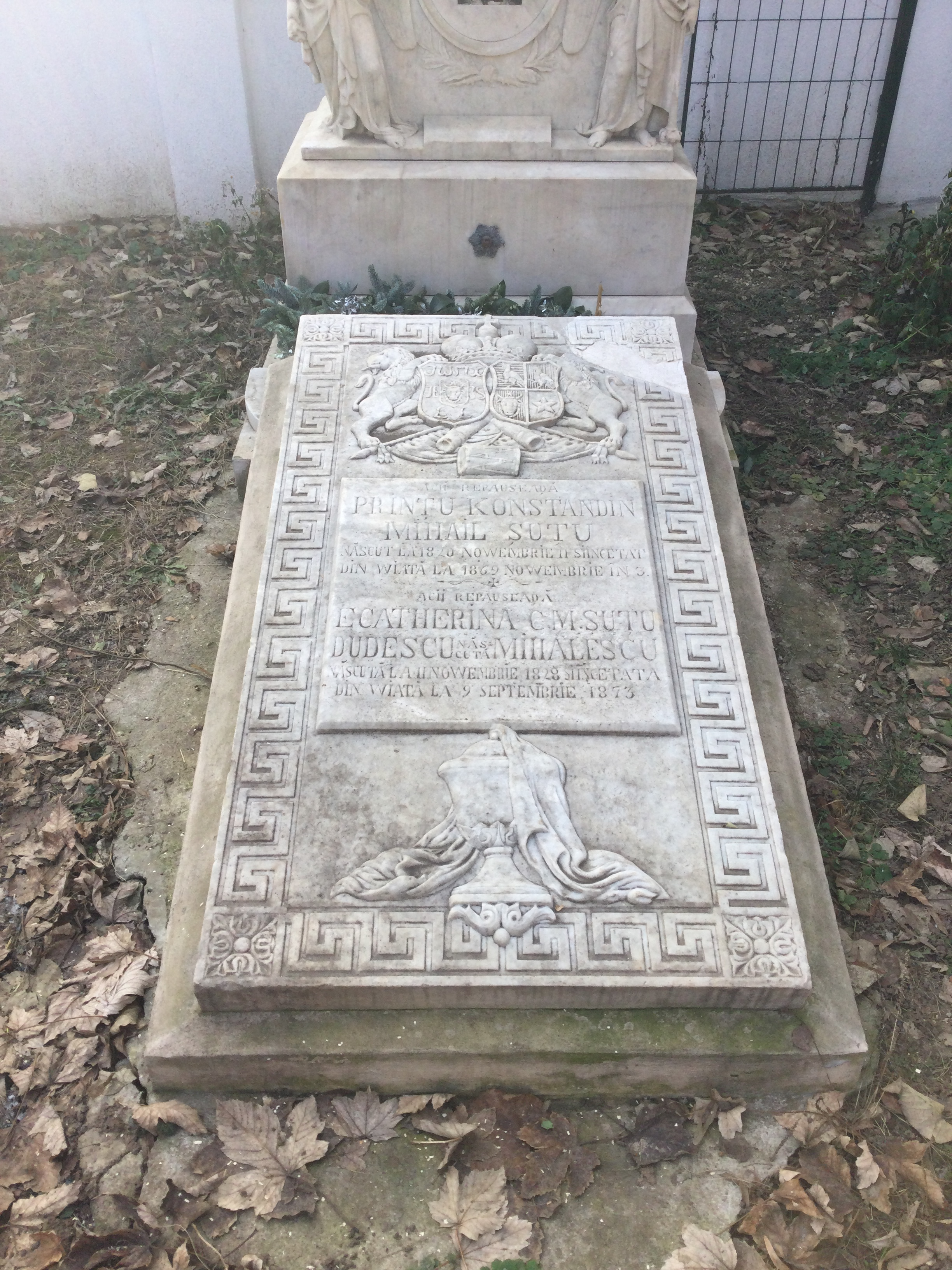
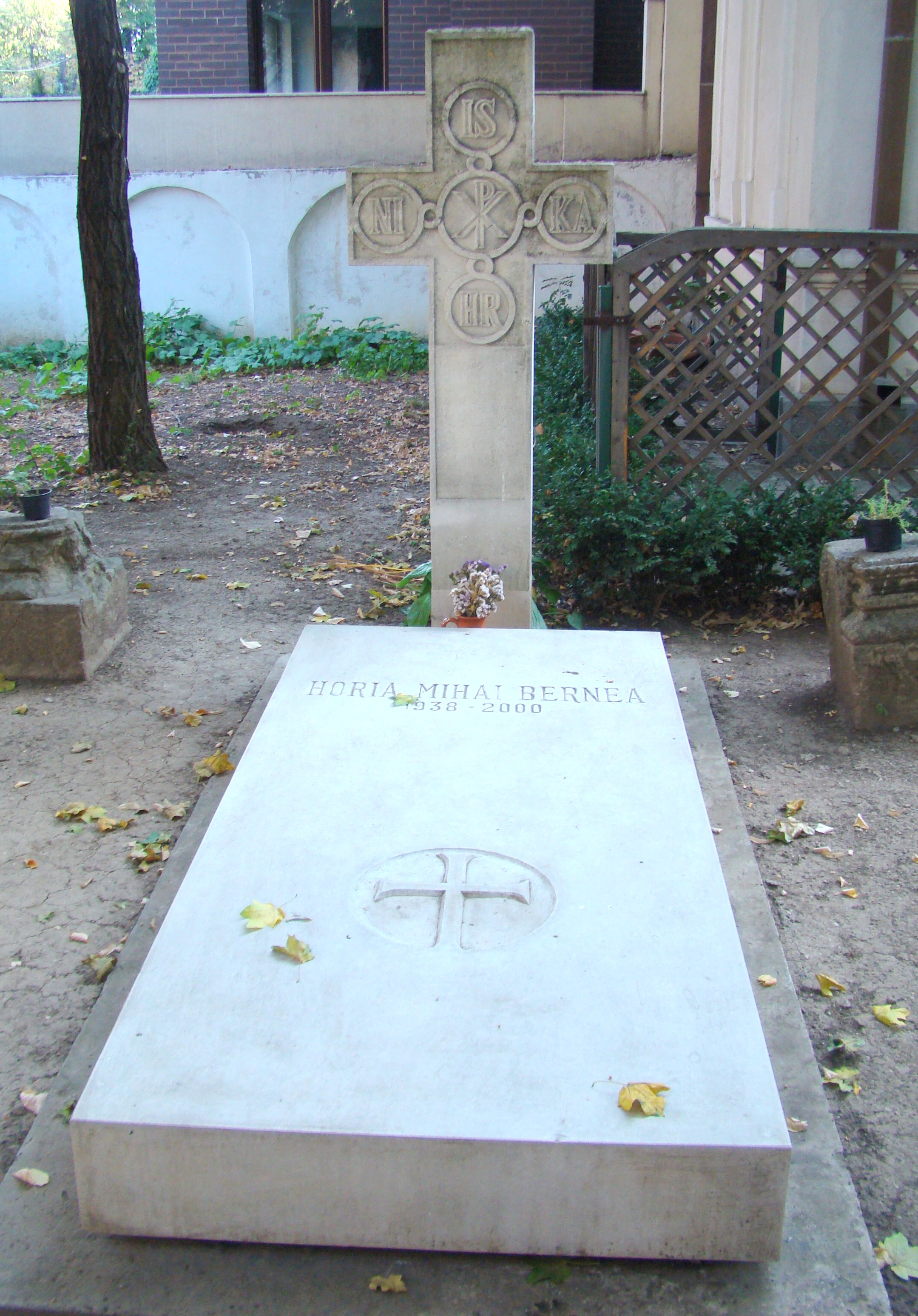
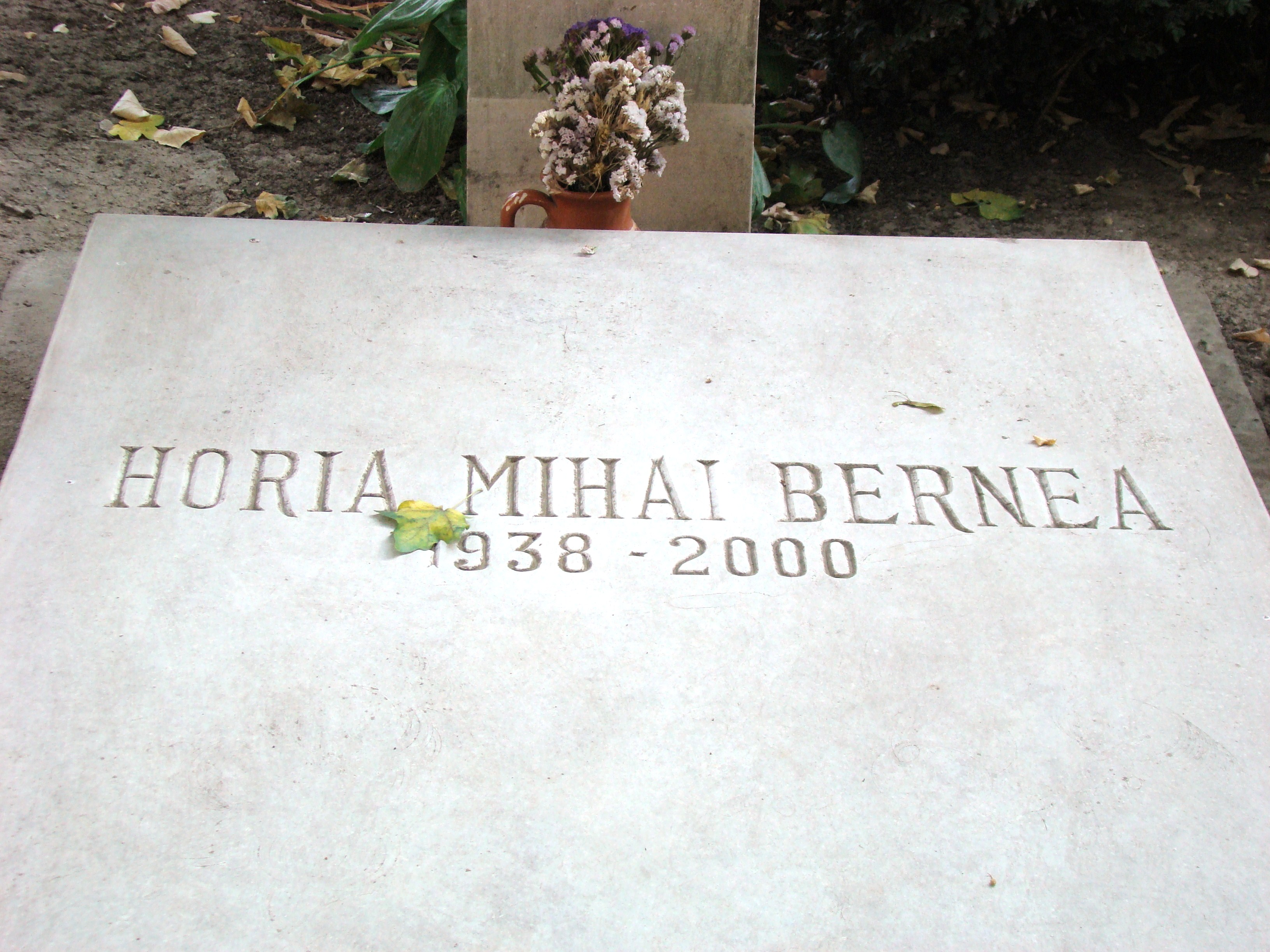
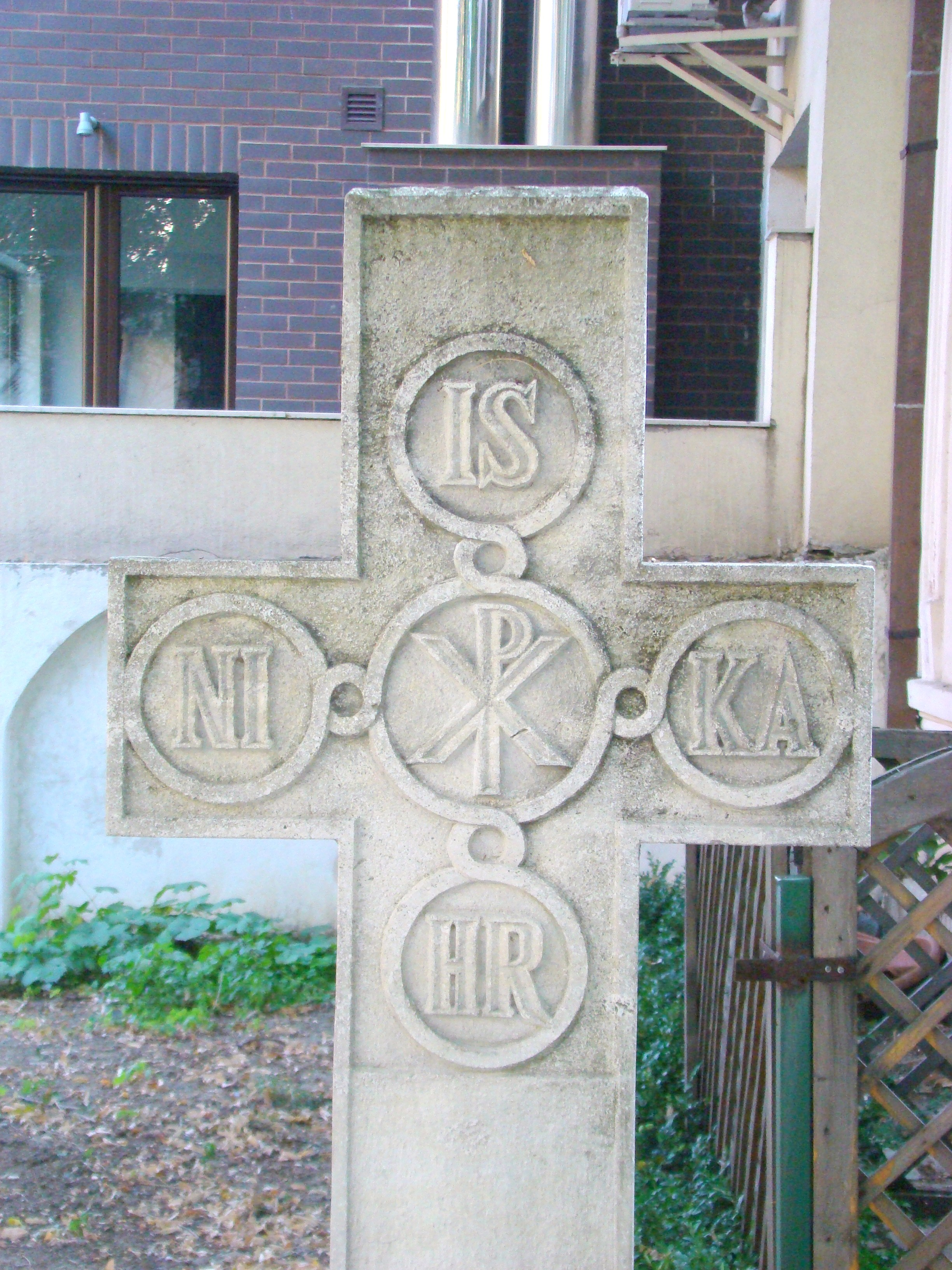
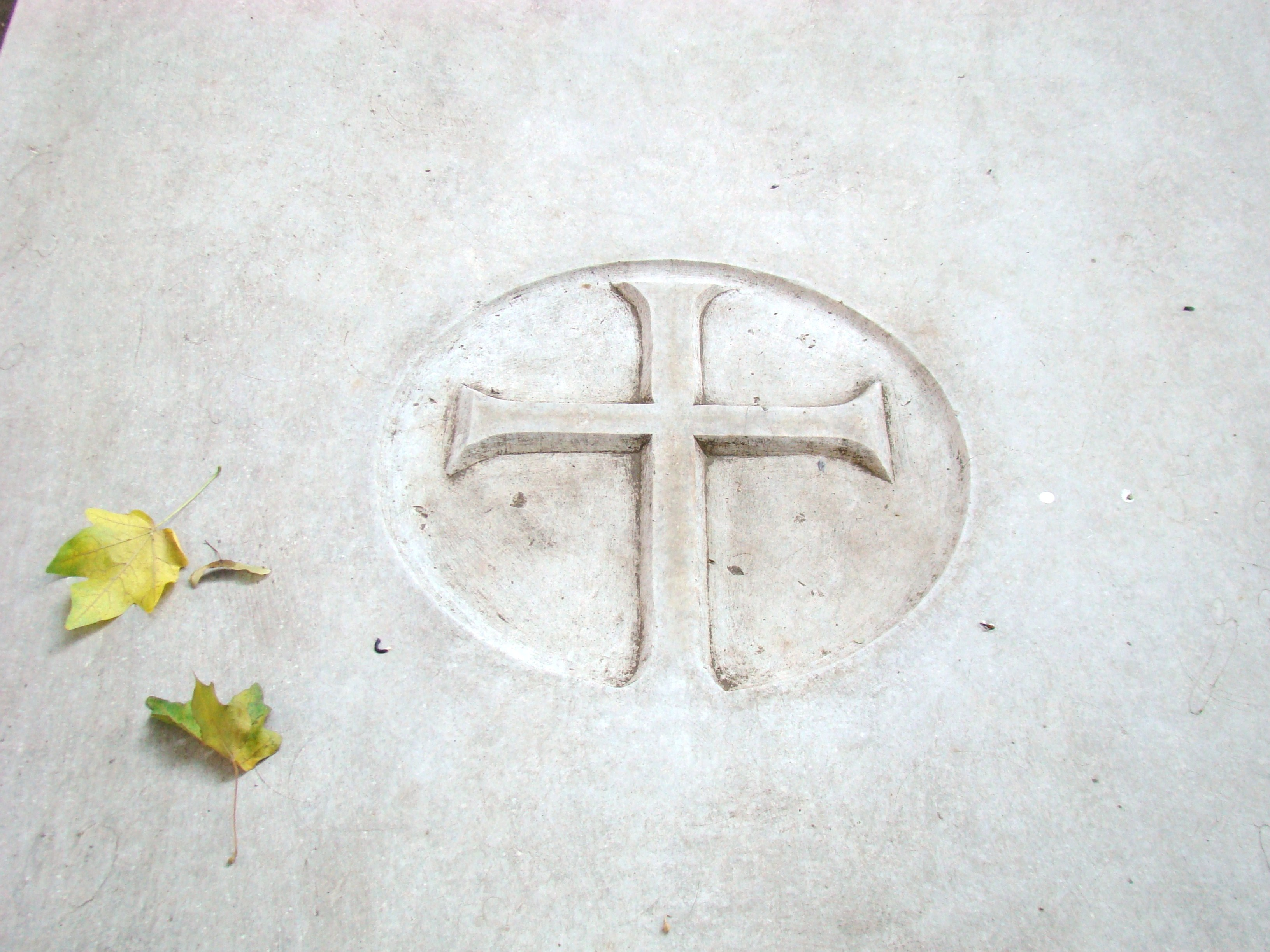
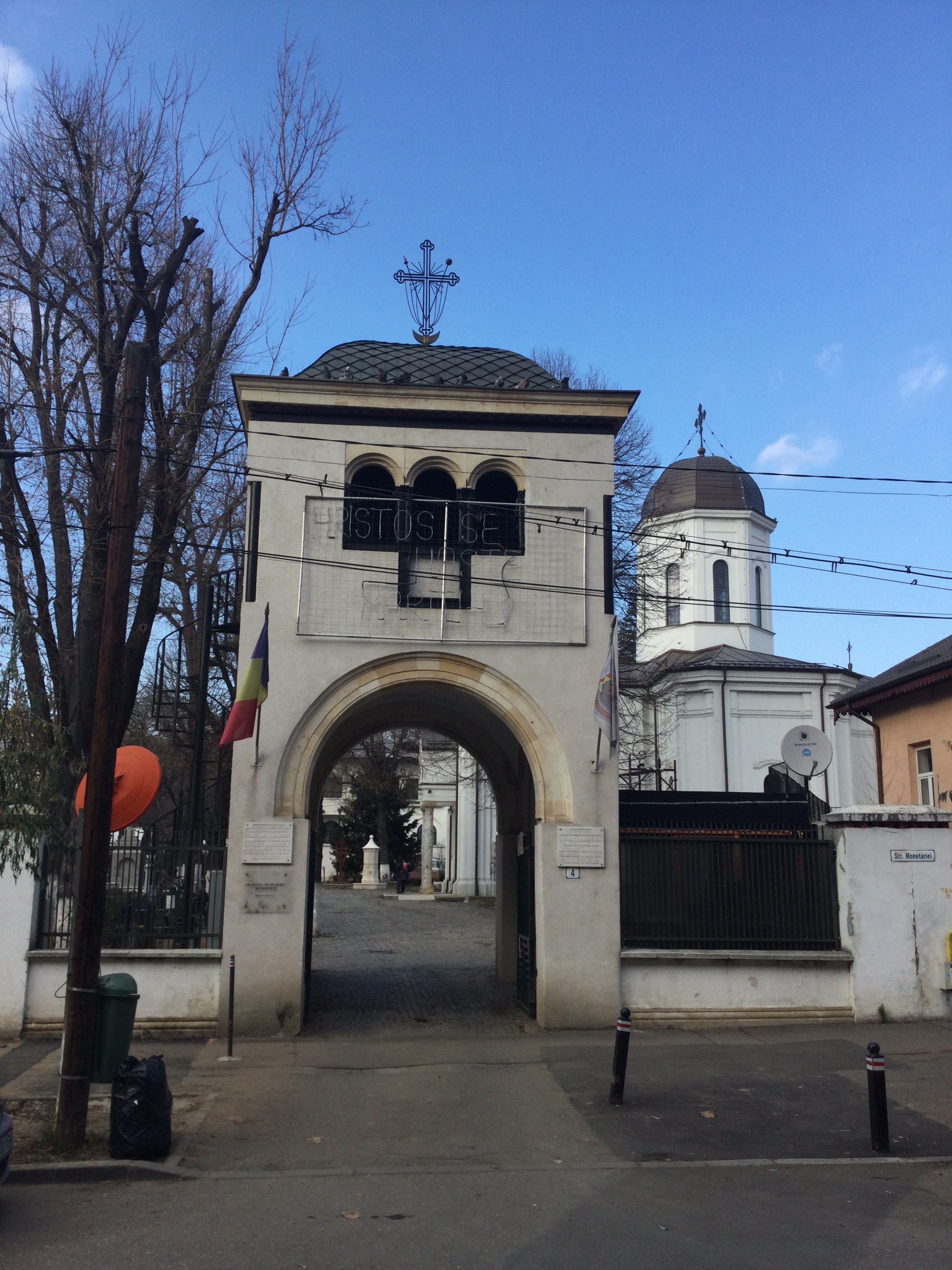
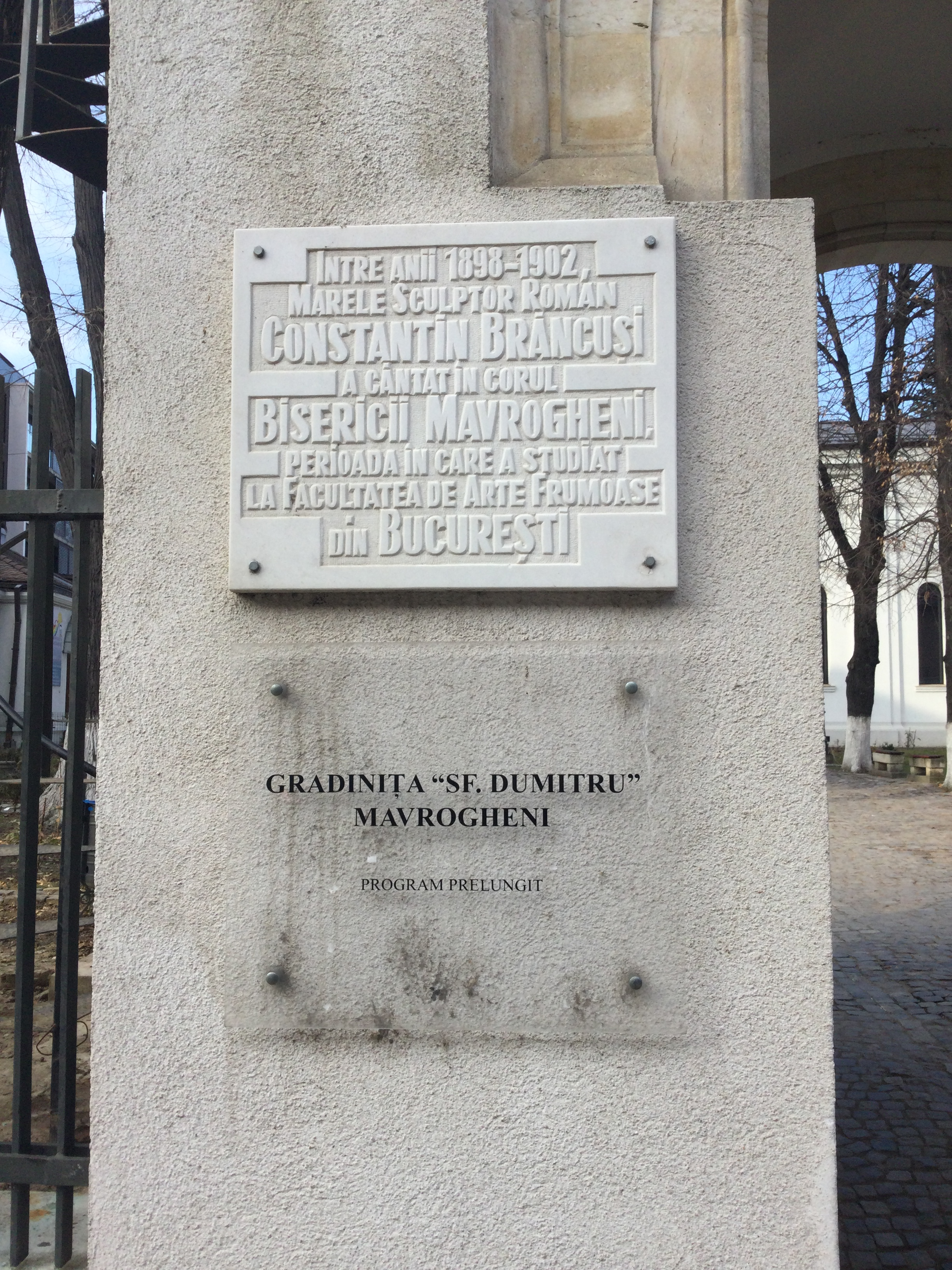
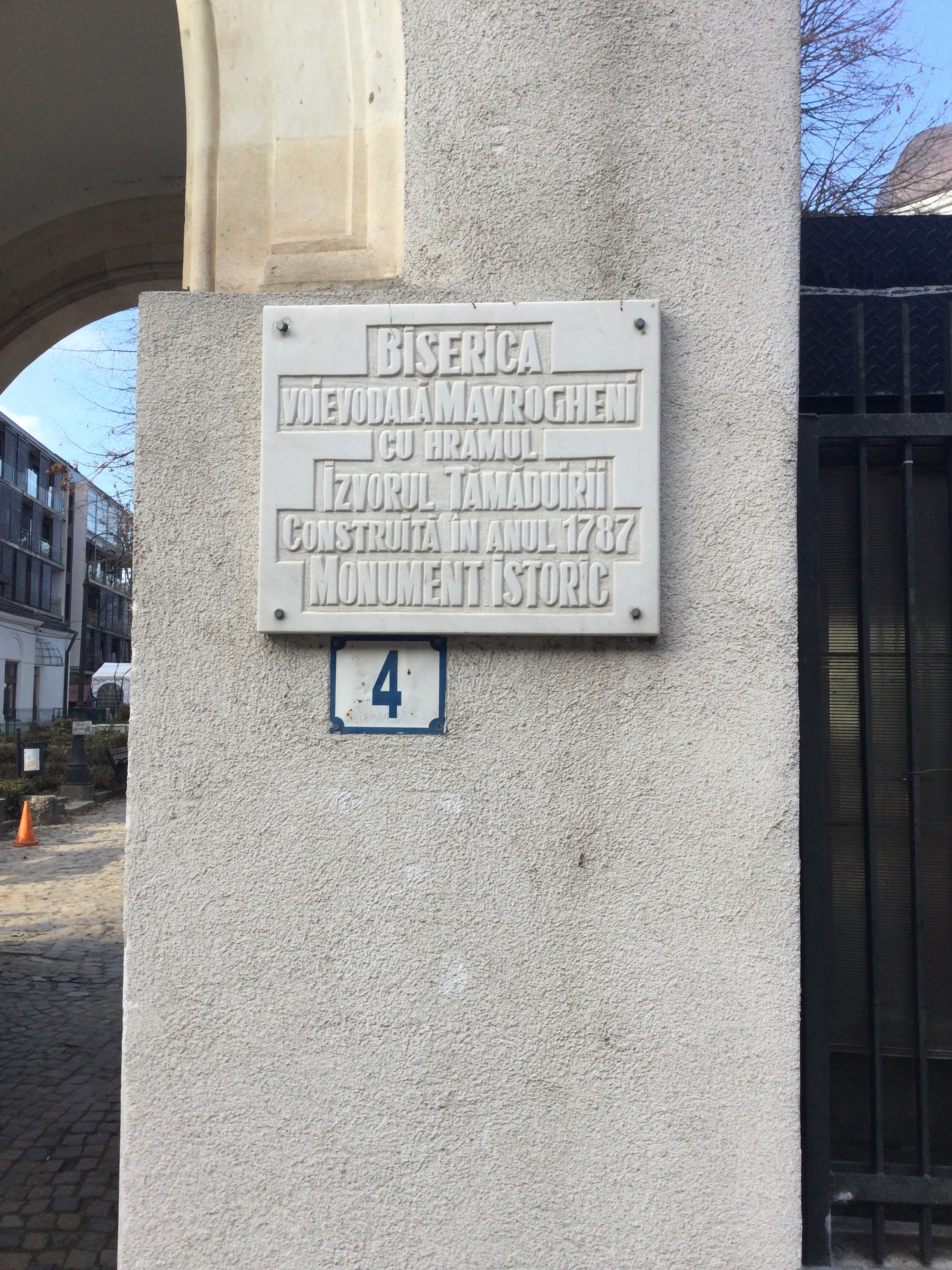

## Legături externe
- Fișă și localizare de monument

## Vezi și
- Nicolae Mavrogheni